# 吹踏鞴

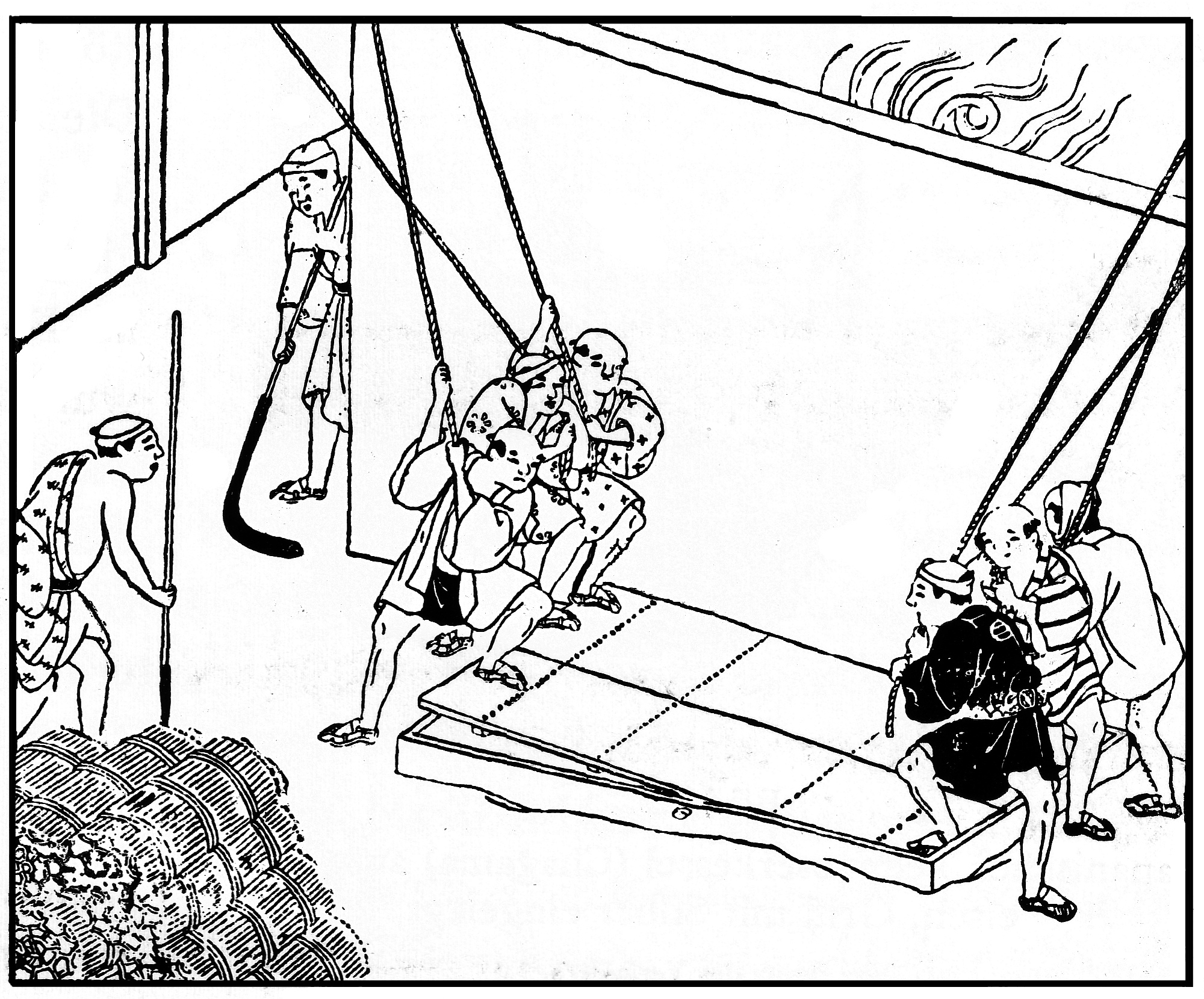
吹踏鞴

吹踏鞴是將砂鐵製成和鋼的制鐵方法。這種方法是日本古代傳統制鋼的方法，也是日本獨有的制鋼法。

## 名稱
吹踏鞴（たたら吹き）也被稱作「吹爐」（鑪吹き），在日本語裡，也可單獨寫作，在英語裡，則寫作「Tatara steel making method」。別名玉鋼製造、押鉧法（ケラ押し法）。
在日本語裡，「タタラ」（踏鞴）最初的意思是「腳踏的風箱」，這是制鋼儀器的一部分。後來逐漸成為對整個煉鋼儀器的稱呼。
另外，「タタラ」亦可以寫作「高殿」，在這裡指的是使用吹踏鞴方法煉鐵的爐。

## 製造作業

### 平安時代以後
以下是平安時代以後吹踏鞴製造工業的說明。

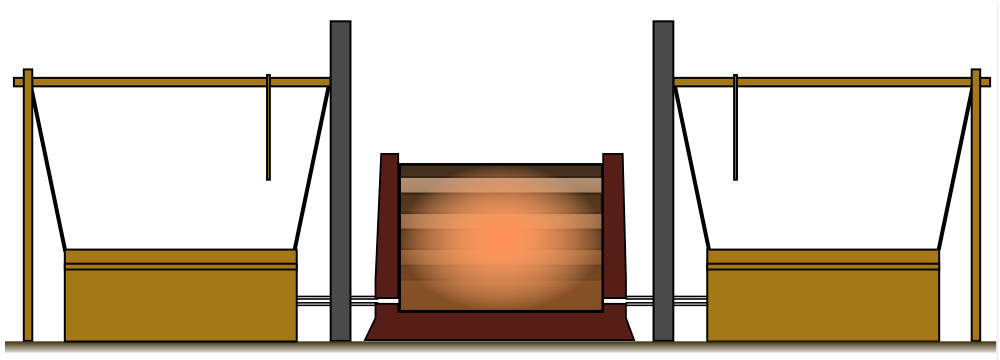
踏鞴爐的構成（想像圖、断面）

1. 這種直接製鋼法為，向粘土製的爐中加入木炭，點火之後，鞴向爐內吹入風，交互向爐內加入木炭和砂鐵，通過爐內的燃燒反應的高溫和碳素的還原性，將砂鐵中的氧奪去，從而製成了和鋼。
2. 村下（近代的一位日本刀匠）通過觀察作業上火焰的加減，指示讓木炭和砂鐵在爐內交互。在此之際，風量較大的爐溫度較高；風量較少的爐溫度較低，製造就失敗了。村下指出踏鞴的人對此需要慎重。
3. 爐在點火後，凡經過一日，焰色變成山吹色，說明中間一步進行成功。此後對鞴的風量進行加減控制，同木炭和砂鐵反應。此時打開爐底的洞穴，將底部溶解的不純物排出。鉧（けら）從中產生，其排出數量太多或太少都被認為不成功。
4. 火通過三日三夜的燃燒漸漸熄滅，高溫煅燒的爐再使用而沒有被燒壞。此時，從爐內得到爐灰和金屬塊鉧。
5. 打碎鉧後，獲得量製的少量玉鋼和大量銑鐵，最終獲得ズク。[1]

### 彌生時代
以下是彌生時代的踏鞴爐製造方法的說明。彌生時代的踏鞴爐建在特定的地理位置，使用自然風使木炭燃燒。
1. 爐建在有風的斜面處，爐口對準斜面的反對側，木炭粉和石英放在爐內的床面上，與木炭和砂鐵交互的層面成並排狀，加上柴火準備完畢。
2. 在爐口點上火。
3. 火滅後冷卻，得到還原鐵。

用這種方法如果鍛造方式合適能夠得到鐵。
彌生時代鞴的使用方法同後世的方法相比，其優點是能夠使用較少的風量，低溫精製產生純度較高的鐵。然而製鐵的方法需要非常長的時間，而且生產量很少。

## 產量
平安時代以後的爐，從作成到被破壞一次，稱為「一代」。其間，大量的木炭和砂鐵被投入爐中。以下是產量的一個例子，爐越大、木炭和砂鐵投入越多，其產量就越高。
- 原料
  - 木炭：13噸
  - 砂鐵：13噸
- 成品
  - 鉧：2.8噸
    - 玉鋼：1噸以下-作為日本武士刀的刃金。
    - ズク：2噸左右-被稱為包丁鐵。作為日本武士刀的心金、棟金、側金等主要成分以及日常用品的成分。[1]

## 現代倖存的踏鞴
島根縣橫田町（今奧出雲町）的日本美術刀劍保存協會（日刀保）踏鞴是現存唯一的正統日本刀素材供給所，使用吹踏鞴的方法製造玉鋼。東京工業大學在文化祭上曾對吹踏鞴的方法進行現場演示。此外，豐橋工業高校、豐川工業高校、豐川高校等學校，曾在渥美半島採取砂鐵為原料，進行吹踏鞴實驗。

## 吹踏鞴技術復元的經過
二戰之後，日本的吹踏鞴制鐵技術由於在價格上比近代制鐵技術貴而被淘汰，處於即將失傳的不利狀態。日本刀業界使用近代制鐵方法煉鋼，發現比吹踏鞴制鐵法所制出來的玉鋼品質差，難以製造武士刀。因此，不少日本人要求恢復吹踏鞴制鐵法。日立金屬安來工廠應運而生，成為現代少數倖存的吹踏鞴制鐵工廠。

## 腳註
1. 1 2 3  鉄と生活研究会編　『鉄の本』 2008n年2月25日初版1刷発行　ISBN 9784526060120
2. ↑  .   [2010-12-23]. （原始内容存档于2010-08-02）.

## 外部連結
- “たたら”历史和日本刀
- http://www.hitachi-metals.co.jp/tatara/index.htm （页面存档备份，存于） ‐日立金属
- The Tale of the Tatara（页面存档备份，存于）, Hitachi Metals, Ltd.
- The Nittoho Tatara in Shimane Prefecture, YouTube.
- Tatara
- Masaru Fujimoto Weapons of Wonder, The Japan Times, March 16, 2003.